# 田並村
田並村（たなみむら）は、和歌山県西牟婁郡にあった村。現在の東牟婁郡串本町田並・田並上にあたる。

## 地理
- 海洋：太平洋
- 岬：田の崎
- 山岳：東谷山、姥山、志賀滝山
- 河川：田並川

## 歴史
- 1889年（明治22年）4月1日 - 町村制の施行により、田並浦・田並上村の区域をもって発足。
- 1955年（昭和30年）7月2日 - 串本町・有田村・潮岬村・和深村と合併し、改めて串本町が発足。同日田並村廃止。

## 交通

### 鉄道路線
- 日本国有鉄道
  - 紀勢西線（現・紀勢本線）
    - 田並駅

### 道路
- 国道170号（現・国道42号）